# Зграда уметничке школе у Београду
Зграда уметничке школе у Београду се налази у улици Краља Петра 4 и представља непокретно културно добро као споменик културе.
Зграда је саграђена око 1836. године уз Конак кнегиње Љубице, када је имала намену као помоћни објекат, у коме је до 1842. године становао кнез Михаило. Зграда је припадала простору некадашње „Варош капије“, која је била средиште политичког и друштвеног живота Кнежевине Србије, у којем су било смештено Попечитељство унутрашњих дела, Правосуђа и Просвете, а од 1846. године у згради се уселила Прва београдска гимназија.
| Прва београдска гимназија се овде налазила од 1846. до 1905. године. У овој згради гимназију је похађао и завршио и Светозар Марковић, о чему сведочи и спомен-табла постављена на фасади зграде. |

Грађена је у бондручном конструктивном систему, типичном за градитељство прве половине 19. века у Београду. Зграда је саграђена као једноспратни објекат са основом у облику ћириличног слова 'П'. Небитне измене и просторно прилагођавање намени нису утицале на њен споменички карактер.
Уметничкозанатска школа, као наставак Српске цртачке и Српске сликарске школе Кирила Кутлика односно Ристе Вукановића започела је своју делатност у овој згради 1905. године. Прерастањем у Академију ликовних уметности, исељена је 1937, а њене просторије заузела је новооснована Академија примењених уметности. Данас се у овој згради налази деканат и неколико одсека Факултета примењених уметности.
Споменичност овог објекта условљена је педагошким и јавним деловањем просветних установа, одшколованих генерација међу којима су и државници, научници, књижевници, уметници и друштвени радници, у дугом временском распону од 1847. до данас.